# Глициния китайская
Глици́ния кита́йская (лат. Wisteria sinensis, китайский синий дождь) — декоративное древесное растение родом из Китая, вид двудольных цветковых растений рода Глициния (Wisteria) семейства Бобовые (Fabaceae).

## Ботаническое описание
Глициния китайская — деревянистая лиана, достигающая 20—25 м в высоту. Стебли закрученные против часовой стрелки, молодые веточки покрытые беловатым опушением, затем оголяющиеся. Листья очерёдные, непарноперисто разделённые на 7—13 листочков, каждый из которых узкояйцевидной формы, с закруглённым или слабо клиновидным основанием, 5—8×2—4 см, с обеих сторон изначально прижатоопушённые.
Кистевидные соцветия появляются на верхушках веточек или в пазухах листьев двухлетних побегов, крупные, многоцветковые, до 30 см длиной, белоопушённые. Цветки 2—2,5 см длиной, ароматные. Венчик мотылькового типа, сине-фиолетового, изредка белого цвета. Чашечка колокольчатая, пятизубчатая, белоопушённая. Девять нижних тычинок сросшиеся, верхняя — свободная. Пестик изогнут кверху, завязь опушённая, с шестью—восемью семязачатками.
Плод — боб, покрытый густым бархатистым опушением, долго не опадающий, 10—15×1,5—2 см. Семена по одному—три в бобе, коричневые, блестящие, около 1,5 см в диаметре.
В природе цветёт весной, с апреля по май, плодоносит с мая по август. Вегетирует растение около 150 дней. Выдерживает понижения температуры воздуха до −20 ºС.
Число хромосом 2n = 16.

## Ареал
Глициния китайская в естественных условиях произрастает в горных лесах (на высоте 500—1800 м над уровнем моря) центрального и восточного Китая (провинции Аньхой, Фуцзянь, Гуанси, Хэбэй, Хэнань, Хубэй, Цзянсу, Цзянси, Шэньси, Шаньси и Шаньдун) а также в Японии.

## Значение
Этот вид глицинии в культуре с 1816 года. Созданы многочисленные декоративные сорта и гибриды. Wisteria ×formosa — гибрид глицинии китайской и глицинии обильноцветущей.
Применяется в южных районах для вертикального озеленения, декоративна своими многочисленными ароматными сине-сиреневыми цветками. Размножается семенами, отводками, черенками. В России иногда используется на Черноморском побережье.
Все части растения ядовиты, содержат гликозид вистарин.

## Таксономия
Глициния китайская была впервые описана английским ботаником Джоном Симсом в 46-м выпуске журнала Botanical Magazine, вышедшем 2 июля 1819 года, в составе рода Glycine. В 1825 году перенесена в род Wisteria Огюстеном Пирамом Декандолем.
|  |                                      |  |                                                         |                                                         |                   |  | семейства Истодовые, Суриановые и Квиллайевые (согласно Системе APG III) | семейства Истодовые, Суриановые и Квиллайевые (согласно Системе APG III) |                                                                      |  |  |  | ещё около 6 видов и несколько гибридов |
|  |                                      |  |                                                         |                                                         |                   |  | семейства Истодовые, Суриановые и Квиллайевые (согласно Системе APG III) | семейства Истодовые, Суриановые и Квиллайевые (согласно Системе APG III) |                                                                      |  |  |  | ещё около 6 видов и несколько гибридов |
|  |                                      |  |                                                         | порядок Бобовоцветные                                   |                   |  |                                                                          |                                                                          | род Глициния                                                         |  |  |  |                                        |
|  |                                      |  |                                                         | порядок Бобовоцветные                                   |                   |  |                                                                          |                                                                          | род Глициния                                                         |  |  |  |                                        |
|  | отдел Цветковые, или Покрытосеменные |  |                                                         |                                                         | семейство Бобовые |  |                                                                          |                                                                          | вид Глициния китайская                                               |  |  |  |                                        |
|  | отдел Цветковые, или Покрытосеменные |  |                                                         |                                                         | семейство Бобовые |  |                                                                          |                                                                          |                                                                      |  |  |  |                                        |
|  |                                      |  | ещё 58 порядков цветковых растений (по Системе APG III) | ещё 58 порядков цветковых растений (по Системе APG III) |                   |  |                                                                          | ещё более 900 родов, наиболее близкие — Миллетия, Писцидия, Тефрозия     | ещё более 900 родов, наиболее близкие — Миллетия, Писцидия, Тефрозия |  |  |  |                                        |
|  |                                      |  |                                                         | ещё 58 порядков цветковых растений (по Системе APG III) |                   |  |                                                                          |                                                                          | ещё более 900 родов, наиболее близкие — Миллетия, Писцидия, Тефрозия |  |  |  |                                        |

### Синонимы
- Glycine sinensis Sims, 1819basionym
- Kraunhia floribunda var. sinensis (Sims) Makino, 1911
- Millettia sinensis (Sims) Benth., 1852
- Rehsonia sinensis (Sims) Stritch, 1984
- Wisteria consequana Loudon, 1830
- Wisteria praecox Hand.-Mazz., 1921